# Max Stille
Albert Maximilian "Max" Stille, född 19 september 1853 i Stockholm, död 5 april 1906 i Berlin, var en svensk instrumentmakare och företagare.
Max Stille var son till instrumentmakaren och företagaren Albert Stille och Charlotta Christina Axelsson (1823–92). Efter att ha genomgått Örebro elementarläroverk utbildade sig under många år hos instrumentmakare i Wien, Nürnberg och London och genomgick också 1875–77 Gymnastiska Centralinstitutet i Stockholm. Han tog över den tekniska ledningen av Stilles instrumentverkstad på Kaplansbacken på Kungsholmen i Stockholm som verkmästare 1880 och blev delägare följande år. Efter det att fadern drabbats av sjukdom, övertog han 1884 ledningen över företaget. Han blev 1887 ledamot av Svenska Läkaresällskapet. Han arbetade med att förbättra operationsbord, vilka visades upp vid sammankomster i läkaresällskapet och lanserade olika förbättrade kirurgiska och ortopediska instrument, som starkare operationstänger och gipssaxar.  
Under Max Stilles tid som chef för Stilles växte antalet anställda från 25 till omkring 100.  
Efter Max Stilles död slogs firman 1910 samman med Instrument- och förbandsfabriks AB Ch O Werner till AB Stille-Werner.